# Manfred Ier de Saluces
Manfred Ier de Saluces ou Manfred Ier del Vasto (mort entre le  4 juin 1175 et mars 1176, inhumé à Saluces) est le fondateur du marquisat de Saluces.

## Origine
Manfred del Vasto, connu sous le nom de Manfred Ier de Saluce, est le 3e fils du marquis Boniface del Vasto, il appartient à une antique lignée noble liguro-piémontaise la maison Alérame qui contrôle la région autour de Savone et il obtient le fief de Saluces de son père qui l'avait lui-même reçu directement du marquis de Turin Oldéric-Manfred II d'Oriate. Manfred apparait dans la documentation pour la première fois avec ses parents Boniface et Alix de Savoie, fille du comte Pierre, ainsi que ses frères, dans une charte du 21 décembre 1099. En 1123, il intervient pour le compte de son père dans la région de Saluces, puis à ses côtés dans un acte de 1127.

## Création du marquisat
Bonifacio del Vasto, qui disparait probablement à cette époque, avait confié à ses sept fils son vaste patrimoine. Manfred et son frère Guillaume s'établissent ensemble dans la région de Saluces. On ignore précisément à qui des deux frères et à quelle époque la contrée a été inféodée mais on constate seulement que Guillaume est très peu documenté et qu'il semble être l'ancêtre de la lignée des « del Vasto di Busca ».
En tissant un réseau d'obligations vassaliques Manfred  s'assure la loyauté des principaux seigneurs de la région et il institue la cité de Saluces comme le centre  de ses domaines. Il ne s'agit pas encore de la capitale d'un État le marquisat de Saluces, qui n'en avait pas encore la structure ni la physionomie, mais le cité était devenue la principale place forte des domaines de la famille. Le territoire primitif du futur marquisat se trouvait situé dans la région comprise entre les Alpes, le Pô et la Stura. La transmission du titre à son fils Manfred II de Saluces donne naissance à la dynastie qui gouverne la cité piémontaise jusqu'au  XVIe siècle.

## Source
- (it) Cet article est partiellement ou en totalité issu de l’article de Wikipédia en italien intitulé « Manfredo I di Saluzzo » (voir la liste des auteurs).
- Anthony Stokvis, Manuel d'histoire, de généalogie et de chronologie de tous les États du globe, depuis les temps les plus reculés jusqu'à nos jours, préf. H. F. Wijnman, éditions Brill , Leyde 1890-1893, réédition 1966. Volume III, chapitre XII, §.11 « Saluces » et tableau généalogique n° 16  p. 731-732.